# Bosson
Bosson   (Ballangen, 21 de febrer de 1969) és un cantant suec de gènere europop. El seu major èxit va ser el tema One in a million que posteriorment va ser inclòs en la banda sonora de la pel·lícula Miss simpatia. Va participar en el Melodifestivalen 2004 amb el tema Efharisto.

## Discografia

### Àlbums
- "The Right Time" (1999)
- "One in a million" (2001)
- "Rockstar" (2003)
- "The Best" (2005)
- "Future's gone tomorrow - life is here today" (2007)
- "Best of 11-Twelve" (2013)

### Senzills
- "Baby Don't Cry" (1997)
- "We Live" (1999)
- "Over The Mountains" (2001)
- "I Believe" (2001)
- "One in a Million" (2001)
- "This Is Our Life" (2002)
- "A Little More Time" (2003)
- "You Opened My Eyes" (2003)
- "Efharisto" (2004)
- "What If I" (2006)
- "You" (2006)
- "Believe in love" (2007)
- "I can feel love" (2007)
- "Guardian Angel" (2011)
- "Love Is in the Air", feat. Baby Bash and Apollo-4 (2012)
- "10.000 Feet", feat. Nobium and Wreck n play Apollo-4 (2012)